# Al-Jama'a al-Islamiyyah al-Muqatilah bi-Libya
Al-Jama’a al-Islamiyyah al-Muqatilah bi-Libya (Arabisch: الجماعة الإسلامية المقاتلة بليبيا, Engels: Libyan Islamic Fighting Group (LIFG), Nederlands: Libische Islamitische Gevechtsgroep) was een radicale islamitische factie in Libië. De LIFG is opgericht in de jaren 90 van de 20ste eeuw en wou het Libische regime van Moammar al-Qadhafi omverwerpen en vervangen door een Islamitische staat. Wereldwijd hield de LIFG zich bezig met een jihad (heilige oorlog) tegen het Westen. LIFG heeft banden met Al Qaida en staat op de terreurlijsten van Groot-Brittannië en de Verenigde Staten. Ook de Nederlandse Nationaal Coördinator Terrorismebestrijding (NCTb) heeft Al-Jama’a al-Islamiyyah al-Muqatilah bi-Libya op haar terreurlijst opgenomen.

## Oorsprong
Al-Jama’a al-Islamiyyah al-Muqatilah bi-Libya trad in 1995 voor het eerst naar buiten, maar de wortels van de groep liggen in de jaren 80 van de 20ste eeuw. In die periode kwam er van islamitische zijde steeds meer verzet tegen het regime van Khadaffi: Khadaffi zou geen vrome moslim zijn en voor fundamentalistische moslims in Libië was de vermenging van socialisme en islamisme (zoals Khadaffi in aanvang voorstond) ketterij. Ze streefden naar een religieus islamitische staat gebaseerd op de Koran en ingericht volgens de regels van de sharia.
In de tweede helft van de jaren '80 vertrokken islamitische strijders vanuit Libië naar Afghanistan om daar aan de zijde van de Taliban mee te vechten tegen het Rode Leger. De Libische strijders hadden hun eigen trainingskampen en in de loop der jaren vormde zich de LIFG tot een hechte organisatie. In Afghanistan vormde zich ook de band met Al-Qaida. De Libiërs opereerden vooral vanuit Pakistan, en nadat de Sovjets in 1988 vertrokken uit Afghanistan bleven de Libische strijders in Pakistan. De regering van Pakistan wilde de jihadstrijders uitzetten en maakte hen het leven steeds moeilijker. In 1993 vertrokken de meeste Libische strijders naar Soedan, waar ook Osama bin Laden zich sinds 1991 bevond. Tot 1995 verbleven de Libiërs in Soedan, daarna keerden ze terug naar Libië. In het daaropvolgende jaar, 1996, vond de eerste aanslag op Khadaffi plaats. In 1998 pleegde de LIFG wederom een (mislukte) aanslag op Khadaffi.

## Doelen
De LIFG had twee doelen:
- Het omverwerpen van het regime van president Khadaffi in Libië om er vervolgens een islamitische staat te vestigen.
- Het leveren van een bijdrage aan de internationale jihadistische strijd. De LIFG vindt het Westen een gevaar voor de islamitische wereld en wil deze vijand, met de Verenigde Staten voorop, met alle middelen bestrijden.

De LIFG was actief in Libië, de groep heeft tot op heden (2009) nog geen aanslagen gepleegd buiten Libië. Wel wordt de groep ervan verdacht materiaal (explosieven) te leveren aan buitenlandse islamitische groepen. De LIFG wordt er onder andere van verdacht materiaal voor zelfmoordaanslagen in Casablanca, Marokko in 2003 te hebben geleverd.

## Organisatie
LIFG is in Libië georganiseerd als een hiërarchische organisatie, maar waarschijnlijk zijn er ook buitenlandse cellen actief.

### Leiders
- De belangrijkste leider is: Nazih Abdul-Hamed Nabih al-Ruqai'I (1964). Zijn aliassen zijn: Anas al-Lybi of Anas Sebai.
- Abd Al-Rahman Al-Faqih (1959); alias: Mohammed Albashir
- Abu-Hafs al-Libi; alias: Abd-al-Hakim al-Jiritli, al-Libi is overleden in 2004.
- Atiyah Abd al-Rahman, de ideoloog van de beweging

### Financiën
De LIFG kwam aan geld door donaties wereldwijd. Deze donaties worden opgehaald via islamitische charitatieve organisaties die als dekmantel fungeren voor de terroristische organisatie. Ook ontvangt de LIFG naar alle waarschijnlijkheid geld via Al Qaida en houden ze zich bezig met criminele activiteiten zoals smokkel, overvallen en afpersing.

## Terroristische organisatie
Na de aanslagen van 11 september 2001 in New York bestempelde de Amerikaanse regering Bush alle aan Al-Qaida en de Taliban gelieerde organisaties als verboden terroristische organisaties; ook de LIGF behoorde daartoe. Direct na deze afkondiging gaf de LIGF een verklaring af bij monde van Shaykh Hassan Qaid (een van de religieuze leiders van de LIGF); volgens Qaid zat Amerika zelf achter de aanslagen in New York en wilde de VS de aanslagen gebruiken als excuus om wereldwijd moslims aan te vallen. Qaid riep in een fatwa alle moslims, waar dan ook ter wereld, op tot een heilige strijd tegen de VS. Door de VS opgepakte leden van de LIFG werden gevangengezet in Guantanamo Bay in Cuba.
Voor Nederland is de groep relevant omdat vermoed wordt dat leden van de groep zich op de Nederlandse Antillen bevinden, met name op Sint Maarten. Er zijn aanwijzingen dat er geldstromen richting de LIFG via Sint-Maarten lopen, ook zou de groep bankrekeningen hebben op het eiland.